# 이지 컴, 이지 고 (영화)
이지 컴, 이지 고(Easy Come, Easy Go)는 미국에서 제작된 존 리치 감독의 1967년 영화이다. 엘비스 프레슬리 등이 주연으로 출연하였고 할 B. 월리스 등이 제작에 참여하였다.

## 출연

### 주연
- 엘비스 프레슬리
- 도디 마샬

### 조연
- 팻 프리스트
- 팻 해링턴 주니어
- 스킵 워드
- 샌디 케년
- 프랭크 맥휴
- 에드 그리피스
- 리드 모건
- 디키 러너
- 엘자 란체스터
- 톰 하튼

## 제작진
- 협력프로듀서: 폴 나단
- 세트: 로버트 R. 벤턴
- 세트: 아서 크램스
- 의상: 에디스 헤드